# Wasan Samansin
Wasan Samansin (thailändisch วสันต์ สมานสินธุ์, * 13. November 1992 in Rayong), auch als James bekannt, ist ein thailändischer Fußballspieler.

## Karriere
Wasan Samansin erlernte das Fußballspielen in der Collegemannschaft des Assumption College in Thonburi sowie in der Jugendmannschaft des Erstligisten Muangthong United. Hier unterschrieb er auch 2013 seinen ersten Profivertrag. Der Verein aus Pak Kret, einem nördlichen Vorort der Hauptstadt Bangkok, spielte in der höchsten Liga des Landes, der Thai Premier League. 2013 wurde er an den Zweitligisten Phuket FC nach Phuket ausgeliehen. Nonthaburi FC, ein Drittligist aus Nonthaburi, lieh ihn die Saison 2014 aus. Im Anschluss ging er ebenfalls auf Leihbasis zum Zweitligisten Air Force Central. Die Saison 2016 erfolgte keine Ausleihe. 2016 absolvierte er ein Erstligaspiel für Muangthong. Der Zweitligist Nakhon Pathom United FC aus Nakhon Pathom lieh in die Saison 2017 aus. Nach Vertragsende bei Muangthong unterschrieb er 2018 einen Zweijahresvertrag beim Zweitligisten Army United. Für den Hauptstadtclub spielte er 2019 15-mal in der Thai League 2. Nachdem die Army Ende 2019 den Rückzug aus der Liga bekannt gab, wechselte er zum ebenfalls in der zweiten Liga spielenden MOF Customs United FC. Für den Bangkoker Verein absolvierte er neun Zweitligaspiele. Ende 2020 wurde sein Vertrag nicht verlängert und er ging weiter zum Songkhla FC. Acht Monate später verpflichtete dann Drittligist Nakhon Si United FC den Spieler. Am Ende der Saison 2021/22 feierte er mit dem Verein aus Nakhon Si Thammarat die Vizemeisterschaft der Region. Als Vizemeister nahm er an der National Championship der dritten Liga teil. Hier belegte man den dritten Platz und stieg in die zweite Liga auf. Nach insgesamt 41 Ligaspielen wechselte er im Juli 2023 zum Erstligaabsteiger Lampang FC. Für den Zweitligisten aus Lampang bestritt er 29 Ligaspiele. Nach einer Spielzeit wechselte er im Juli 2024 zum Erstligaaufsteiger Nongbua Pitchaya FC. Nach drei Erstligaspielen wechselte er zur Rückrunde 2024/25 im Dezember 2024 zum Drittligisten Udon United FC. Mit dem Verein aus Udon Thani spielt er in der North/Eastern Region der Liga.

## Erfolge
Muangthong United
- Thailändischer Meister: 2016

- Thailändischer Ligapokalsieger: 2016

Nakhon Si United FC
- Thai League 3 – South: 2021/22 (Vizemeister)
- National Championship: 2021/22 (3. Platz)  ▲